# Tsjechië op het Europees kampioenschap voetbal 2012
Tsjechië was een van de deelnemende landen aan het Europees kampioenschap voetbal 2012 in Polen en Oekraïne. Het was de vijfde deelname voor het land. Tsjechië kwalificeerde zich voor het vorige EK in Zwitserland en Oostenrijk (in 2008). Het eindigde daar als derde in groep A. De bondscoach is Michal Bílek. Op 6 juni 2012 stond Tsjechië op de 27e plaats op de FIFA-wereldranglijst, achter Noorwegen.

## Kwalificatie
Tsjechië was een van de 51 leden van de UEFA die zich inschreef voor de kwalificatie voor het EK 2012. Twee van die leden, Polen en Oekraïne, waren als organiserende landen al geplaatst. Tsjechië werd als lid van pot 2 ingedeeld in groep I, samen met Spanje (groepshoofd), Schotland (uit pot 3), Litouwen (uit pot 4) en Liechtenstein (uit pot 5). De nummers 1 en 2 uit elke poule kwalificeerde zich direct voor het Europees kampioenschap.
Tsjechië speelde acht kwalificatiewedstrijden, tegen elke tegenstander twee. In deze reeks scoorde het elftal 12 doelpunten en kreeg 8 tegendoelpunten. Het eindigde als tweede in groep B achter Spanje. Hierdoor moest Tsjechië play-offs spelen om mee te mogen doen op het EK.

### Kwalificatieduels
| 7 september 2010 | Tsjechië      | 0 - 1 | Litouwen      |
| 8 oktober 2010   | Tsjechië      | 1 - 0 | Schotland     |
| 12 oktober 2010  | Liechtenstein | 0 - 2 | Tsjechië      |
| 25 maart 2011    | Spanje        | 2 - 1 | Tsjechië      |
| 29 maart 2011    | Tsjechië      | 2 - 0 | Liechtenstein |
| 3 september 2011 | Schotland     | 2 - 2 | Tsjechië      |
| 7 oktober 2010   | Tsjechië      | 0 - 2 | Spanje        |
| 11 oktober 2010  | Litouwen      | 1 - 4 | Tsjechië      |

### Eindstand groep I
| Land          | Wed | Win | Gel | Ver | DV | DT | +/- | Pnt |
| ------------- | --- | --- | --- | --- | -- | -- | --- | --- |
| Spanje        | 8   | 8   | 0   | 0   | 26 | 6  | +20 | 24  |
| Tsjechië      | 8   | 4   | 1   | 3   | 12 | 8  | +4  | 13  |
| Schotland     | 8   | 3   | 2   | 3   | 9  | 10 | -1  | 11  |
| Litouwen      | 8   | 1   | 2   | 5   | 4  | 13 | -9  | 5   |
| Liechtenstein | 8   | 1   | 1   | 6   | 3  | 17 | -14 | 4   |

### Play-offs
Bij de loting van de play-offs werd Tsjechië in pot 1 ingedeeld. Uiteindelijk werd Tsjechië gekoppeld aan de nummer 2 van groep G, Montenegro. Tijdens de play-offs werden beide wedstrijden gewonnen door Tsjechië, waardoor het zich alsnog plaatste voor het toernooi.
|                        |                       |         |            |                                                                            |
| 11 november 2011 20:15 | Tsjechië              | 2 – 0   | Montenegro | Generali Arena, Praag Toeschouwers: 14.560 Scheidsrechter: Martin Atkinson |
| 11 november 2011 20:15 | Pilař 63' Sivok 90+2' | Verslag |            | Generali Arena, Praag Toeschouwers: 14.560 Scheidsrechter: Martin Atkinson |

|                        |            |         |             |                                                                                    |
| 15 november 2011 20:15 | Montenegro | 0 – 1   | Tsjechië    | Stadion Pod Goricom, Podgorica Toeschouwers: 10.100 Scheidsrechter: Nicola Rizzoli |
| 15 november 2011 20:15 |            | Verslag | Jiráček 81' | Stadion Pod Goricom, Podgorica Toeschouwers: 10.100 Scheidsrechter: Nicola Rizzoli |

## Wedstrijden op het Europees kampioenschap
Tsjechië werd bij de loting op 2 december 2011 ingedeeld in Groep A. Aan deze groep werden tevens Polen, Griekenland en Rusland toegevoegd.

### Groep A
| Land        | Wed | Win | Gel | Ver | DV | DT | +/- | Pnt |
| ----------- | --- | --- | --- | --- | -- | -- | --- | --- |
| Tsjechië    | 3   | 2   | 0   | 1   | 4  | 5  | -1  | 6   |
| Griekenland | 3   | 1   | 1   | 1   | 3  | 3  | 0   | 4   |
| Rusland     | 3   | 1   | 1   | 1   | 5  | 3  | +2  | 4   |
| Polen       | 3   | 0   | 2   | 1   | 2  | 3  | -1  | 2   |

|                        |                                                   |       |           |                                                      |
| 8 juni 2012 20.45 MEZT | Rusland                                           | 4 – 1 | Tsjechië  | Stadion Miejski, Wrocław Scheidsrechter: Howard Webb |
| 8 juni 2012 20.45 MEZT | Dzagojev 15', 79' Sjirokov 24' Pavljoetsjenko 82' |       | 52' Pilař | Stadion Miejski, Wrocław Scheidsrechter: Howard Webb |

|                         |             |       |                     |                                                          |
| 12 juni 2012 18.00 MEZT | Griekenland | 1 – 2 | Tsjechië            | Stadion Miejski, Wrocław Scheidsrechter: Stéphane Lannoy |
| 12 juni 2012 18.00 MEZT | Gekas 53'   |       | 3' Jiráček 6' Pilař | Stadion Miejski, Wrocław Scheidsrechter: Stéphane Lannoy |

|                         |             |       |       |                                                        |
| 16 juni 2012 20.45 MEZT | Tsjechië    | 1 – 0 | Polen | Stadion Miejski, Wrocław Scheidsrechter: Craig Thomson |
| 16 juni 2012 20.45 MEZT | Jiráček 72' |       |       | Stadion Miejski, Wrocław Scheidsrechter: Craig Thomson |

### Kwartfinale
|                         |          |             |          |                                                         |
| 21 juni 2012 20.45 MEZT | Tsjechië | 0 – 1       | Portugal | Nationaal Stadion, Warschau Scheidsrechter: Howard Webb |
| 21 juni 2012 20.45 MEZT |          | 79' Ronaldo |          | Nationaal Stadion, Warschau Scheidsrechter: Howard Webb |

## Selectie
Bondscoach Bílek maakte zijn voorselectie van 24 man bekend op 14 mei. Op 28 mei verving hij Daniel Pudil voor Vladimír Darida. De volgende dag maakte hij zijn uiteindelijke selectie bekend.
| No. | Naam                   | Club                  | Positie      | W |   |   | D | A |   |   |   |
| --- | ---------------------- | --------------------- | ------------ | - | - | - | - | - | - | - | - |
| 1   | Petr Čech              | Chelsea FC            | Doelman      | 4 | 0 | 0 | 0 | 0 | 0 | 0 | 0 |
| 16  | Jan Laštůvka           | Dnipro Dnipropetrovsk | Doelman      | 0 | 0 | 0 | 0 | 0 | 0 | 0 | 0 |
| 23  | Jaroslav Drobný        | Hamburger SV          | Doelman      | 0 | 0 | 0 | 0 | 0 | 0 | 0 | 0 |
| 2   | Theodor Gebre Selassie | FC Slovan Liberec     | Verdediger   | 4 | 0 | 0 | 0 | 1 | 0 | 0 | 0 |
| 3   | Michal Kadlec          | Bayer 04 Leverkusen   | Verdediger   | 4 | 0 | 0 | 0 | 0 | 0 | 0 | 0 |
| 4   | Marek Suchý            | Spartak Moskou        | Verdediger   | 0 | 0 | 0 | 0 | 0 | 0 | 0 | 0 |
| 5   | Roman Hubník           | Hertha BSC            | Verdediger   | 1 | 0 | 0 | 0 | 0 | 0 | 0 | 0 |
| 6   | Tomáš Sivok            | Beşiktaş JK           | Verdediger   | 4 | 0 | 0 | 0 | 0 | 0 | 0 | 0 |
| 7   | Tomas Necid            | FK CSKA Moskou        | Aanvaller    | 0 | 0 | 0 | 0 | 0 | 0 | 0 | 0 |
| 8   | David Limberský        | FC Viktoria Pilsen    | Verdediger   | 3 | 0 | 0 | 0 | 0 | 2 | 0 | 0 |
| 9   | Jan Rezek              | Anorthosis Famagusta  | Middenvelder | 3 | 2 | 1 | 0 | 0 | 0 | 0 | 0 |
| 10  | Tomáš Rosický          | Arsenal FC            | Middenvelder | 2 | 0 | 1 | 0 | 0 | 1 | 0 | 0 |
| 11  | Milan Petržela         | FC Viktoria Pilsen    | Middenvelder | 1 | 1 | 0 | 0 | 0 | 0 | 0 | 0 |
| 12  | František Rajtoral     | FC Viktoria Pilsen    | Verdediger   | 2 | 2 | 0 | 0 | 0 | 0 | 0 | 0 |
| 13  | Jaroslav Plašil        | Girondins de Bordeaux | Middenvelder | 4 | 0 | 0 | 0 | 1 | 1 | 0 | 0 |
| 14  | Václav Pilař           | FC Viktoria Pilsen    | Middenvelder | 4 | 0 | 1 | 2 | 0 | 0 | 0 | 0 |
| 15  | Milan Baroš            | Galatasaray SK        | Aanvaller    | 3 | 0 | 3 | 0 | 1 | 0 | 0 | 0 |
| 17  | Tomáš Hübschman        | FK Sjachtar Donetsk   | Middenvelder | 4 | 1 | 1 | 0 | 1 | 0 | 0 | 0 |
| 18  | Daniel Kolář           | FC Viktoria Pilsen    | Middenvelder | 2 | 1 | 1 | 0 | 0 | 1 | 0 | 0 |
| 19  | Petr Jiráček           | VfL Wolfsburg         | Middenvelder | 4 | 0 | 2 | 2 | 0 | 1 | 0 | 0 |
| 20  | Tomáš Pekhart          | 1. FC Nürnberg        | Aanvaller    | 3 | 3 | 0 | 0 | 0 | 1 | 0 | 0 |
| 21  | David Lafata           | FK Baumit Jablonec    | Aanvaller    | 1 | 1 | 0 | 0 | 0 | 0 | 0 | 0 |
| 22  | Vladimír Darida        | FC Viktoria Pilsen    | Middenvelder | 1 | 0 | 1 | 0 | 0 | 0 | 0 | 0 |

| W | Wedstrijden        |
|   | Invalbeurten       |
|   | Gewisseld          |
| D | Doelpunten         |
| A | Assists/Voorzetten |
|   | Gele kaarten       |
|   | 2 x geel = rood    |
|   | Rode kaarten       |

Groep A:  Polen ·  Griekenland ·  Rusland ·  Tsjechië
Groep B:  Nederland ·  Duitsland ·  Portugal ·  Denemarken
Groep C:  Spanje ·  Italië ·  Kroatië ·  Ierland
Groep D:  Oekraïne ·  Zweden ·  Frankrijk ·  Engeland
FAČR · A-internationals · Bondscoaches · Selecties · Statistieken · Tsjechisch vrouwenelftal · Olympisch elftal · Tsjechië U21 · Tsjechië U20 · Tsjechië U19 · Tsjechië U18 · Tsjechië U17 · Tsjechië U16
EK 1996 · 
EK 2000 · 
EK 2004 · 
EK 2008 · 
EK 2012 · 
EK 2016 · 
EK 2020
WK 1998 · 
WK 2002 · 
WK 2006 · 
WK 2010 · 
WK 2014 · 
WK 2018 · 
WK 2022
OS 2000
1906 · 1907 · 1908 · 1909 – 1938 · 1939 · 1940 – 1993 · 1994 · 1995 · 1996 · 1997 · 1998 · 1999 · 2000 · 2001 · 2002 · 2003 · 2004 · 2005 · 2006 · 2007 · 2008 · 2009 · 2010 · 2011 · 2012 · 2013 · 2014 · 2015 · 2016 · 2017 · 2018 · 2019 · 2020 · 2021
Albanië ·
Andorra ·
Armenië ·
Australië ·
Azerbeidzjan ·
België ·
Bosnië en Herzegovina ·
Brazilië ·
Bulgarije ·
Canada ·
China ·
Costa Rica ·
Cyprus ·
Denemarken ·
Duitsland ·
Engeland ·
Estland ·
Faeröer ·
Finland ·
Frankrijk ·
Georgië ·
Ghana ·
Griekenland ·
Hongarije ·
Ierland ·
IJsland ·
Israël ·
Italië ·
Japan ·
Joegoslavië ·
Kazachstan ·
Koeweit ·
Kosovo ·
Kroatië ·
Letland ·
Libanon ·
Liechtenstein ·
Litouwen ·
Luxemburg ·
Malta ·
Marokko ·
Mexico ·
Moldavië ·
Montenegro ·
Nederland ·
Nigeria ·
Noord-Ierland ·
Noord-Macedonië ·
Noorwegen ·
Oekraïne ·
Oostenrijk ·
Paraguay ·
Peru ·
Polen ·
Portugal ·
Qatar ·
Roemenië ·
Rusland ·
San Marino ·
Saoedi-Arabië ·
Schotland ·
Servië ·
Slovenië ·
Slowakije ·
Spanje ·
Trinidad en Tobago ·
Turkije ·
Uruguay ·
Verenigde Arabische Emiraten ·
Verenigde Staten ·
Wales ·
Wit-Rusland ·
Zuid-Afrika ·
Zuid-Korea ·
Zweden ·
Zwitserland
Denemarken (2021) · 
Duitsland (1996, 2) · 
Engeland (2021) · 
Ghana (2006) · 
Griekenland (2012) · 
Italië (2006) · 
Kroatië (2016) · 
Kroatië (2021) · 
Nederland (2021) · 
Polen (2012) · 
Portugal (2008) · 
Portugal (2012) · 
Rusland (2012) · 
Schotland (2021) · 
Spanje (2016) · 
Turkije (2008) · 
Verenigde Staten (2006) ·
Zwitserland (2008)